# Softball
Pour les articles homonymes, voir Softball.
Le softball, aussi appelé balle-molle en Amérique du Nord francophone, est un sport collectif pratiqué par deux équipes de neuf à douze joueurs alternant entre l’attaque et la défense. Le but du jeu est de faire avancer les coureurs autour de quatre bases, appelées « buts » au Canada francophone, jusqu'au marbre, et de marquer le plus de points possible.
Ce sport est un descendant direct du baseball (parfois appelé « hardball »[réf. nécessaire] afin de différencier les deux) mais diffère de ce dernier par différents aspects dont les cinq principaux sont les suivants :
- La balle est toujours lancée au batteur « par-dessous », c'est-à-dire quand le bras est sous la hanche et tendu, alors qu'au baseball la balle doit être lancée par-dessus l’épaule[Information douteuse].
- La balle est plus grande (≈ 30,5 cm à ≈ 25,3 cm de circonférence — soit un diamètre théorique de 8,05 cm à 9,71 cm — contre ≈ 23 cm pour la balle de baseball) et peut être dure ou molle : seule la surface d'impact 21 % à 75.85 % plus grande réduit l'impact du choc d'environ 17 % à 43 %.
- La batte est d’un diamètre inférieur à celui d’une batte de baseball (5,7 cm maximum contre 7 cm pour la batte de baseball).[réf. nécessaire]
- Le terrain est plus petit.
- Il n’y a pas d’avance (lead).

Tout comme le baseball, le softball est pratiqué par les deux sexes de façon amateur ou compétitive. Il a été un sport olympique pour les femmes seulement jusqu'en 2008. La Fédération internationale de softball organise des Championnats du monde dans plusieurs catégories. Ils se déroulent tous les quatre ans mais dans des années différentes pour chaque catégorie. Il fait son retour aux Jeux olympiques d'été de Tokyo 2020.
Le softball peut se pratiquer sous trois formes :
- le fastpitch, littéralement traduit « lancé rapide » ;
- le slowpitch, littéralement traduit « lancé lent » ;
- le fastpitch modifié.

## Historique

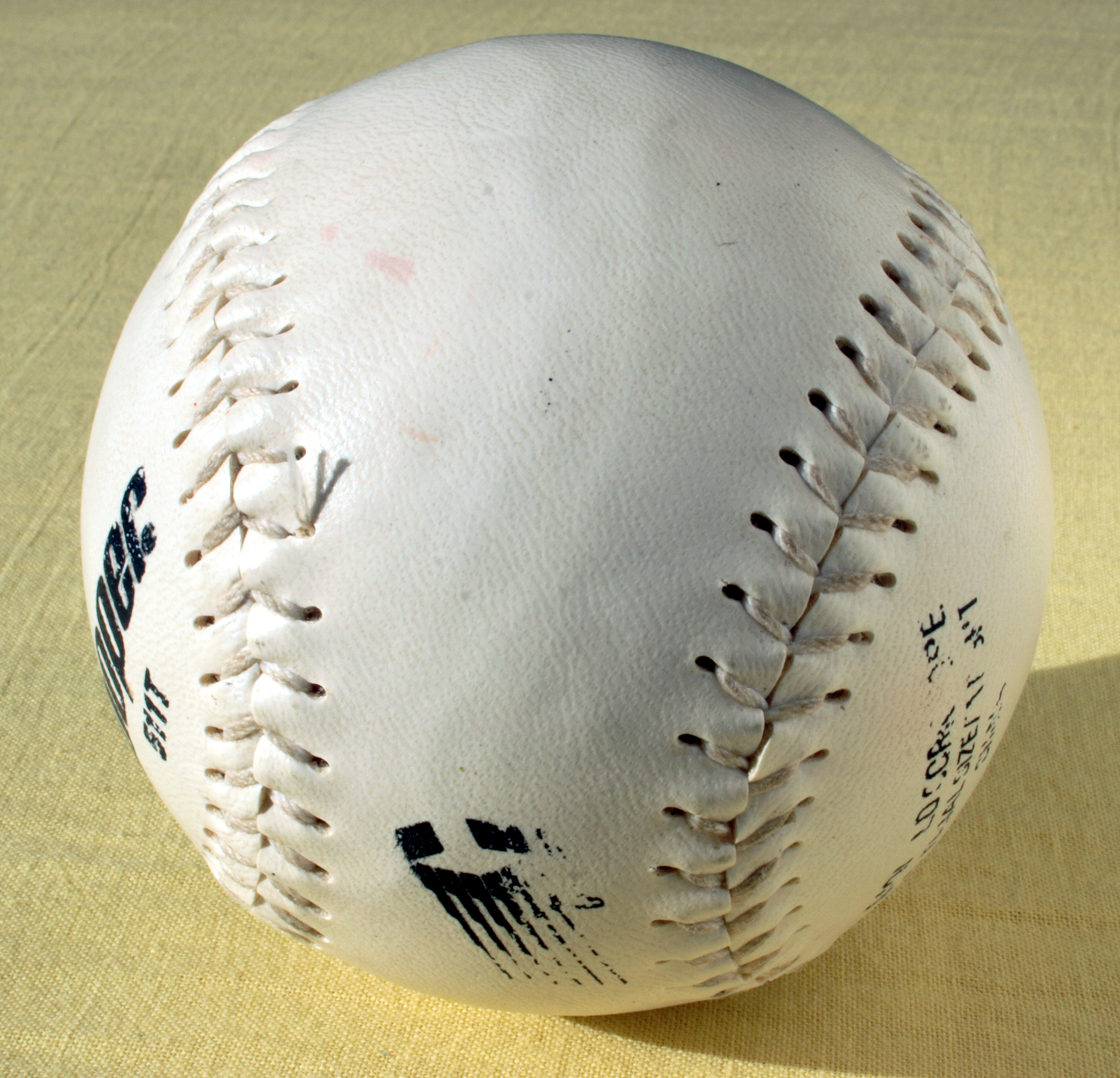
Balle de softball

Le softball est né à Chicago le jour de l'Action de grâce en 1887. Un groupe d'environ vingt jeunes hommes s'était réuni dans le gymnase du club de bateaux de Farragut afin d'entendre les résultats du match « B » de football américain entre les universités Harvard et Yale. Après que la victoire de Yale eut été annoncée et les paris payés, un homme prit un gant de boxe et le jeta sur quelqu'un, qui le frappa avec un « poteau ». George Hancock (en) (qui est habituellement considéré comme l’inventeur du softball)[réf. souhaitée] s’écria : « Jouons à la balle ! ». Il attacha le gant de boxe de sorte qu’il ressemble à une balle, dessina un terrain sur le plancher (de plus petites tailles en dimensions qu’un terrain de baseball pour pouvoir jouer dans le gymnase) et cassa un manche à balai pour s’en servir comme d’une batte. Ce qui venait de se dérouler était une version plus petite et légèrement différente du baseball. Cette partie est maintenant, 121 ans plus tard, reconnue comme le premier match de softball.
Cette discipline aurait pu mourir le jour de sa naissance si Hancock n'avait pas été si fasciné par ce jeu. En une semaine, il créa une balle surdimensionnée, puis une batte en caoutchouc plus petite et retourna au gymnase peindre des lignes blanches permanentes sur le plancher. Après qu'il eut écrit les règles et appelé ce nouveau sport « baseball intérieur », le jeu a commencé à se répandre. Sa popularité fut immédiate. Il s'est propagé rapidement, sa popularité devenant internationale avec la formation d'une ligue à Toronto. Cette année-là fut également l'année de la première publication du guide de « baseball intérieur ». Il fut distribué dans toute la nation et dura une décennie.
Au printemps 1888, le jeu de Hancock devient un jeu extérieur. Il est joué sur un petit terrain et est appelé « Intérieur-Extérieur ». En raison de l'appel de masse du sport, Hancock édite son premier ensemble de règles d'« Intérieur-Extérieur » en 1889.
Si Chicago était certainement le lieu de naissance du softball, le jeu a subi une certaine modification à Minneapolis. En 1895, Lewis Rober, pompier de son état, eut besoin d'une activité pour maintenir ses hommes occupés et en forme pendant leur temps libre. Il créa ce jeu pour occuper un bout de terrain à côté de la bouche d'incendie et le résultat fut immédiatement convaincant. Rober n'était probablement pas au courant de la version de Hancock qui était encore presque exclusivement concentrée à Chicago à cette époque. L'année suivante, Rober est muté dans une autre unité avec une nouvelle équipe à diriger. En 1900, en l'honneur du nom de son groupe, « the Kittens », le jeu s’appela « Kitten League Ball ». Plus tard le nom fut raccourci en « Kitten Ball ».[réf. nécessaire]
Pour atteindre les Jeux Olympiques, le softball féminin a dû se développer considérablement. La première équipe a été formée en 1895 à l'école secondaire de la Division Occidentale de Chicago. Ces étudiantes n'ont obtenu un entraîneur pour les compétitions qu'en 1899 et il était difficile de susciter l'intérêt chez les spectateurs. Cependant, seulement cinq ans après, plus d'attention a été accordée aux matches féminins. En 1904, c'est le Guide de Baseball d'Intérieur de M. Spalding qui attira l'attention sur ce sport en lui consacrant une section importante.
Le tournoi national de Chicago en 1933 a également permis le développement du softball. Les champions masculins et féminins ont été honorés pendant cette compétition.
Les Championnats du Monde de Softball de 1965 ont popularisé le softball féminin en le faisant devenir un sport international, une étape vers les jeux pan-américains et les Jeux olympiques. Onze ans après, les joueuses de softball ont eu l'équivalent du baseball avec la création en 1976 d'une ligue professionnelle de softball féminin. Les contrats des joueuses étaient alors compris entre 1 000 $ et 3 000 $ par an. La Ligue s'est arrêtée en 1980 pour des raisons financières. Vicki Schneider, une softballeuse professionnelle de l'époque qui fait aujourd'hui partie du Hall of Fame de St Louis, rappelle que cette Ligue était le point culminant de sa carrière.

## Dates importantes de l'histoire du softball
- 1887 - Premier match de softball.
- 1887 - Publication des règles du « baseball intérieur » par George Hancock.
- 1887 - Création d'une Ligue à Toronto.
- 1888 - Le « baseball intérieur » devient « Intérieur-Extérieur ».
- 1889 - Publication des règles du « Intérieur-Extérieur ».
- 1895 - Rober Lewis développe une forme de jeu équivalente à Minneapolis qui deviendra plus tard le « Kitten Ball ».
- 1895 - Première équipe universitaire formée au lycée de la Division Occidentale de Chicago.
- 1904 - Le Guide de « baseball intérieur » de M. Spalding consacre une grande section au softball.
- 1933 - Des épreuves féminines et masculines sont inscrites au Tournoi National de Chicago sous le nom officiel de softball.
- 1934 - Création de l'American Softball Association.
- 1965 - L'Australie remporte le premier championnat du monde de softball.
- 1976 - Création d'une Ligue professionnelle de softball féminin.
- 1980 - Suppression de la Ligue professionnelle de softball féminin.
- 1991 - Le Comité international olympique inscrit le softball comme sport « médaillable » aux Jeux olympiques d'été. Les premiers matchs auront lieu à Atlanta.
- 1996 - Les États-Unis remportent la première médaille d'or aux Jeux olympiques d'Atlanta.
- 2000 - Les États-Unis remportent la médaille d'or aux Jeux olympiques de Sydney.
- 2004 - Les États-Unis remportent la médaille d'or aux Jeux olympiques d'Athènes.
- 2005 - Le sport est supprimé de la programmation des Jeux olympiques et ne sera pas présenté aux Jeux olympiques de Londres[1].
- 2008 – Le Japon remporte la médaille d’or aux Jeux olympiques de Pékin.
- 2009 - La demande de réadmission de la discipline est rejetée par le CIO[1],[2].
- 2016 - Le softball est réadmis parmi les sport olympiques pour les Jeux olympiques d'été de 2020[1].

## Matériel

### Batte
La batte de softball peut être en bois ou en matériau composite.
Son poids doit être inférieur à 1 077,0 g (38 oz), sa longueur doit être inférieure ou égale à 86,4 cm (34 po) et son diamètre inférieur à 5,7 cm (2 ¹⁄₄ po).
Pour un effet optimum, la longueur et le poids de la batte sont choisis en fonction de l'âge, de la taille et du poids du batteur.
En France, la présence lisible des logos ASA/ISF est souvent demandée pour autoriser l'usage d'une batte en compétition.

### Balle
Contrairement à ce que le nom de la discipline indique, la balle n'est pas nécessairement molle. La balle peut en effet être molle ou dure.
La circonférence de la balle varie de 25,3 cm (ou 10 pouces) à 30,5 cm (ou 12 pouces) en fonction de la catégorie de jeu. Sa couleur est en général jaune ou blanche.
Cela correspond à un diamètre théorique de 8,05 cm à 9,71 cm.

### Gant
Tout comme au baseball, les défenseurs utilisent un gant pour attraper la balle. Ce gant peut être en cuir ou en matériau synthétique.
La dimension du gant est sensiblement la même que celle du gant de baseball, bien que la majorité des joueurs préfèrent un gant plus large compte tenu de la dimension de la balle.

## Terrain de softball

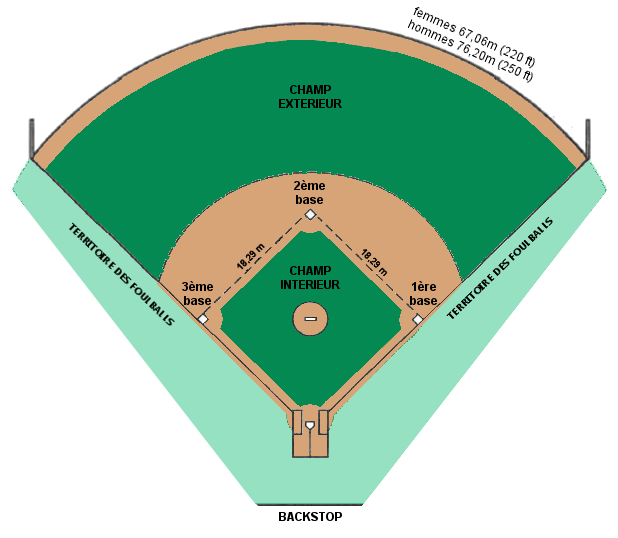
Terrain de softball.

Le terrain de jeu est décomposé en deux zones : le territoire des « bonnes balles » et le territoire des « fausses balles ».
Le territoire des bonnes balles est lui-même composé d’un champ intérieur (en anglais : infield), d’un champ extérieur (outfield) et d’une zone au-delà de la clôture du champ extérieur.
Les dimensions du terrain varient en fonction de la catégorie de jeu et sont définis dans les règles officielles de la Fédération internationale de softball.
Le champ intérieur se compose de six positions :
- Le lanceur (pitcher) qui se place au centre du champ intérieur, dans le cercle du lanceur où se trouve la plaque de lancer. Contrairement au baseball, le cercle du lanceur n’est pas surélevé par un monticule.
- Le receveur (catcher), qui se place derrière le marbre (en anglais : home plate) et donc derrière le batteur.
- Le joueur de première base (en anglais : first baseman).
- Le joueur de seconde base (second baseman), qui se place entre la première et la deuxième base.
- Le joueur de troisième base (third baseman).
- L'arrêt court (shortstop), qui se place entre la deuxième et la troisième base.

Le champ extérieur est composé différemment suivant que l'on joue en fastpitch ou en slowpitch :
- en fastpitch, trois joueurs de champ extérieur : un champ gauche (en anglais : left fielder), un champ centre (center fielder) et un champ droit (en anglais : right fielder).
- en slowpitch, quatre joueurs de champ extérieur : un champ gauche, deux champ centre et un champ droit.

## Balle-donnée
La balle-donnée est une variante du softball jouée principalement au Québec. L'équipe au bâton doit fournir son propre lanceur contrairement au softball.
Cette version de jeu est souvent rencontrée en Amérique francophone lors de joutes amicales parfois mixtes, où l’accent est mis sur l’aspect social plutôt que sur l’aspect compétitif du jeu. Le lanceur doit alors donner la meilleure balle à frapper. Il n’est alors plus considéré comme un joueur défensif et certaines règles peuvent considérer que le batteur est éliminé si sa balle touche le lanceur.